# Luh nad Svatavou (železniční zastávka)
Luh nad Svatavou je železniční zastávka ve stejnojmenné vesnici v okrese Sokolov v Karlovarském kraji, nedaleko řeky Svatavy. Leží na železniční trati Sokolov–Zwotental.

## Historie
V souvislosti s výstavbou nádraží v Sokolově v roce 1870 započala Buštěhradská dráha v následujících letech výstavbu tratě podél řeky Svatavy.
Zastávka pod názvem Luh u Svatavy (u Svatavy jako městyse) vznikla někdy v první polovině 50. let 20. století (pravděpodobně v roce 1951) ve snaze zajistit vesnici, která je jinak odříznuta od civilizace, dopravní spojení s okolím. Ke zřízení zastávky byla využita železniční trať, která skrze obec procházela.
V průběhu několika dalších let došlo ze stran ČSD k přejmenování místní železniční zastávky na Luh nad Svatavou (nad Svatavou jako řekou).
Po revoluci připadla správa následovníkovi ČSD, tedy Českým drahám, které se však rozhodly, že některé lokální tratě, včetně této, zruší. Přičiněním městského zastupitelstva Kraslic došlo k tomu, že trať zrušena nebyla a naopak ji převzala nově vzniklá soukromá drážní společnost Viamont. Poté, co Viamont zkrachoval, převzala v roce 2011 správu tratě společnost PDV Railway a osobní drážní doprava připadla společnosti GW Train Regio.